# Bruno Lüdke
Der psychisch kranke Bruno Lüdke (* 3. April 1908 in Cöpenick; † 8. April 1944 in Wien) galt aufgrund von Selbstbezichtigungen, die nach langen Verhören durch die Nationalsozialisten zustande kamen, fälschlich als einer der schlimmsten Serienmörder der deutschen Kriminalgeschichte. Die ihm zur Last gelegten Morde hatte er nicht begangen. Er wurde aus sozialrassistischen Motiven beschuldigt. Lüdke, dem nie ein Prozess gemacht wurde, starb im „Gewahrsam“ des von den Nationalsozialisten betriebenen Kriminalmedizinischen Zentralinstituts der Sicherheitspolizei in Wien, vermutlich an den Folgen von Menschenversuchen.

## Vorgeschichte
Lüdke war das vierte von sechs Kindern des Wäschereibesitzers Otto Lüdke. Er wuchs in ärmlichen Verhältnissen auf, besuchte die Hilfsschule und arbeitete als Kutscher. Aufgrund mehrerer Kleindiebstähle war er polizeibekannt, wurde aber wegen anerkannter Unzurechnungsfähigkeit durch „angeborenen Schwachsinn“ nicht verurteilt. Im Rahmen des „Gesetzes zur Verhütung erbkranken Nachwuchses“ wurde im August 1939 seine Zwangssterilisation angeordnet und am 22. Mai 1940 durchgeführt.

## Der Fall Bruno Lüdke
Am 29. Januar 1943 war die 51-jährige Rentnerin Frieda Rösner im Köpenicker Stadtwald erdrosselt und vergewaltigt aufgefunden worden. Während der Ermittlungen stieß der ermittelnde Kriminalkommissar Heinrich Franz auf den als „doofen Bruno“ bekannten Lüdke, der sich in den Wäldern um den Tatort als „Spanner“ herumgetrieben haben sollte. Niemand, der Lüdke persönlich kannte, konnte ihn sich als Mörder vorstellen. Er galt als harmlos und ängstlich, als jemand, der nicht einmal Hühner schlachten mochte. Es gab auch keine Indizien, die Lüdke belasteten. Als er im März 1943 festgenommen wurde, gestand er trotzdem nicht nur den Mord an der Witwe Rösner, sondern auch eine Reihe weiterer ungeklärter Morde im gesamten deutschen Reich. Womöglich vertraute Lüdke seiner Einstufung als Unzurechnungsfähiger.
Der niederländische Kriminalist Jan Blaauw, der die Untersuchungsakten analysierte, kam 1994 zu dem Schluss, Lüdke habe ein Abhängigkeitsverhältnis zu Franz entwickelt, der ihn auf kumpelhafte Weise für sich einzunehmen verstand. Dies habe er dazu genutzt, Lüdke durch Suggestivfragen immer mehr Geständnisse zu entlocken. Dabei habe Franz gezielt ungeklärte Mordfälle im gesamten Reichsgebiet heraussuchen lassen und Lüdke dann gefragt, ob er in der betreffenden Stadt zu der betreffenden Zeit gewesen sei. Lüdke bejahte praktisch jede dieser Fragen. Franz behauptete, Lüdke habe in der Folge mit detailliertem Tatortwissen über die jeweiligen Fälle seine Täterschaft zweifelsfrei zu erkennen gegeben (siehe auch Täterwissen). Ob dies zutraf oder Franz ihm diese Informationen auf Basis der ihm vorliegenden Ermittlungsakten in den Mund legte, lässt sich auch deshalb nicht rekonstruieren, weil Franz darauf bestand, dass seine Kollegen den Verhörraum nicht betraten, wenn er Lüdke neue Geständnisse entlockte.
Abgesehen von zahlreichen Widersprüchen betreffs der einzelnen Fälle wurde Lüdke offenbar zugetraut, sich an präzise geographische, kalendarische, zeitliche und beweismitteltechnische Details einzelner Taten aus einer Zeitspanne von fast 20 Jahren zu erinnern und diese sprachlich genau wiedergeben zu können. Fragen, wie der weitestgehend mittellose Lüdke zahlreiche deutschlandweite Reisen hätte unternehmen können und wie es ihm darüber hinaus als „Schwachsinniger“, der sich schon bei geringfügigen Diebstählen mehrfach hatte erwischen lassen, gelungen sein sollte, mehrere Dutzend Mal unbemerkt Morde zu begehen, teilweise in vielbewohnten Gegenden und sogar in Wohnhäusern, wurden von Franz geflissentlich ignoriert oder aber mit der nichtssagenden Floskel beantwortet, einem Schwerverbrecher wie Lüdke sei alles zuzutrauen.
Die immer neuen Geständnisse, die teilweise im Stundentakt erfolgten, schürten schon damals Misstrauen und Skepsis unter Franz’ Polizeikollegen in Berlin. Vor allem aber widersprachen damals ermittelnde Behörden anderer Städte, etwa aus Hamburg, wo die zuständigen Kommissare eine Reihe von Fällen untersucht hatten, die Lüdke auf sich nahm. Eine Täterschaft Lüdkes erschien ihnen aus verschiedenen Gründen vollkommen abwegig, was auch detailliert dargelegt wurde. Der damalige Reichskriminaldirektor Arthur Nebe intervenierte im polizeiinternen Streit jedoch stets zugunsten von Franz. Der deutsche Polizeibeamte und SS-Führer Hans Lobbes, der zu den Skeptikern von Lüdkes Geständnissen zählte, warnte Nebe davor, eine ausstehende Gerichtsverhandlung könne zu einer „Blamage“ werden. Dies war vermutlich auch der Grund, warum es nie zu einer Verhandlung kam.
Im Laufe der Verhöre gestand Lüdke, zwischen 1924 und 1943 insgesamt 84 Morde begangen zu haben. Die Berliner Polizei betrachtete durch seine Geständnisse 53 Morde und drei Mordversuche als aufgeklärt. Die 53 Fälle unterschieden sich, wie spätere Aufarbeitungen ergaben, was den Tathergang, die Täter- und Opferprofile und vieles andere betraf, stark voneinander, auch gab es keinerlei Indizien wie Fingerabdrücke, die Lüdke belastet hätten. Nach Abschluss der Ermittlungen wurde Lüdke auf Veranlassung Heinrich Himmlers dem neu errichteten Kriminalmedizinischen Zentralinstitut der Sicherheitspolizei in Wien überstellt. Hier wurde er als vermeintliches Paradebeispiel eines „geborenen Verbrechers“ einer Reihe von erbbiologischen und anthropologischen Untersuchungen unterzogen. Unter anderem wurden von Robert Ritter Film- und Schallplattenaufnahmen angefertigt. Lüdke musste reinen Alkohol zu sich nehmen; anschließend wurde sein Rückenmark punktiert. Am 15. Januar 1944 wurde ein Abguss seines Kopfes angefertigt, der sich noch immer im Department für Gerichtliche Medizin in Wien befindet.
Am 8. April 1944 starb Lüdke unter ungeklärten Umständen. Als am wahrscheinlichsten gilt, dass er während eines medizinischen Versuchs in einer Unterdruckkammer getötet wurde. Sein Skelett wurde in die gerichtsmedizinische Sammlung des Instituts aufgenommen und ging wahrscheinlich in der Nachkriegszeit verloren.

## Stilisierung des angeblichen Serienmörders nach 1945

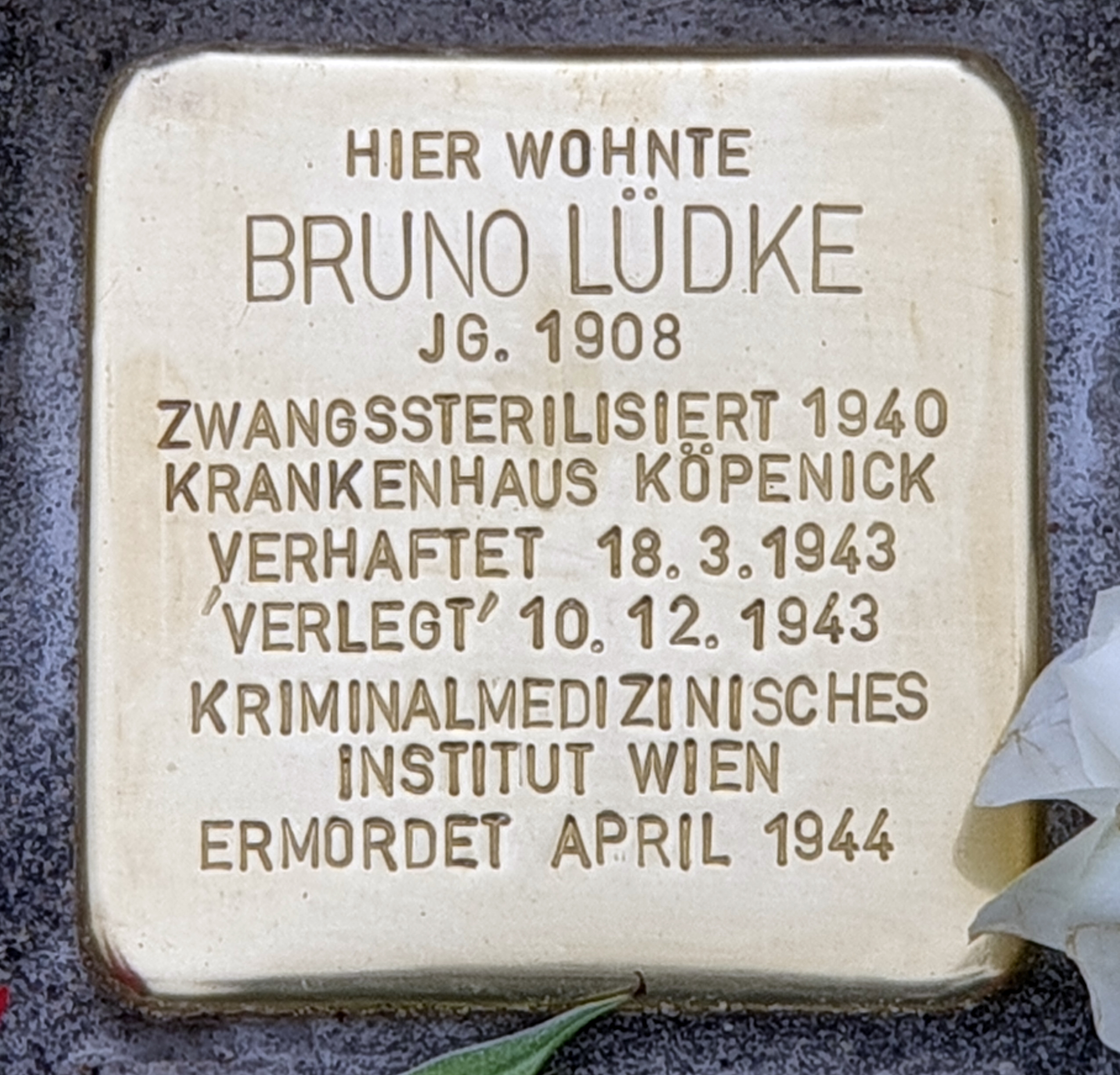
Stolperstein am Haus, Grüne Trift 32A, in Berlin-Köpenick

Der Fall Lüdke war nach dem Zweiten Weltkrieg Thema mehrerer Veröffentlichungen und des Spielfilms Nachts, wenn der Teufel kam mit Mario Adorf als Bruno Lüdke. Bernd Wehner, während der NS-Zeit Leiter der „Zentrale zur Bekämpfung von Kapitalverbrechen“ im Reichskriminalpolizeiamt, berichtete im Rahmen seiner Reihe Das Spiel ist aus – Arthur Nebe. Glanz und Elend der deutschen Kriminalpolizei im März 1950 im Spiegel darüber. Ohne die Täterschaft Lüdkes grundsätzlich infrage zu stellen und trotz der Nennung diverser Ungereimtheiten immer wieder der Argumentation Franz’ folgend, beschrieb er Lüdke im Artikel pejorativ als „Tiermenschen“, „großen, starken Menschenaffen“ und „zurückgebliebenen Neandertaler“.
Der Journalist Stefan Amberg alias Will Berthold nahm den Fall 1956 für die Münchner Illustrierte in 15 Teilen als „größten Massenmord der deutschen Kriminalgeschichte“ wieder auf. Sein angeblicher „Tatsachenbericht“ unter dem Titel Nachts, wenn der Teufel kam, für den er neue Dokumente und Argumente erfand, lieferte 1957 die Vorlage für den gleichnamigen Spielfilm von Robert Siodmak nach einem Drehbuch von Werner Jörg Lüddecke mit Mario Adorf als Lüdke in der Hauptrolle. Der Film erhielt 1958 den Bundesfilmpreis und wurde für einen Oscar als „bester ausländischer Film“ nominiert. In dem Film wird Lüdke nicht nur als geisteskranker Massenmörder dargestellt, sondern in der Figur des ermittelnden Kommissars auch die vermeintlich unpolitische und im „Dritten Reich“ anständig gebliebene Kriminalpolizei. Berthold verarbeitete die Geschichte wenig später auch zu einem „Roman nach Tatsachen“.
Die in Ost-Berlin wohnenden Schwestern Lüdkes strebten im Februar 1958 eine Einstweilige Verfügung gegen den Film Siodmaks an. Im Oktober 1957 hatten sie an den Hamburger Kriminalisten Gottfried Faulhaber geschrieben: „Unser Bruder hat mir erklärt: ‚Herta, wenn ick nich sage, det ich die Rösler [sic!] ermordet hab, schießen se mir dot!‘“ Das Hamburger Oberlandesgericht entschied jedoch, Lüdke habe sich durch seine Geständnisse als Person der Zeitgeschichte etabliert, die keines Schutzes bedürfe. In der 1965 veröffentlichten Buchreihe „Kriminalfälle ohne Beispiel“ von Günter Prodöhl, die kurz nach dem Film in der DDR erschien und die auf den entsprechenden Akten beruhte, kam Prodöhl ebenfalls zu dem Schluss, dass Lüdke bewusst als Serienmörder aufgebaut wurde und der Film nicht den Tatsachen entsprach.
Mario Adorf distanzierte sich später von dem Film. 2021 äußerte er in einem Interview mit der Berliner Zeitung, es „meldete sich das Verantwortungsgefühl des Schauspielers – weil der ja nicht einer erfundenen Filmfigur, sondern einem lebendigen Menschen, der zum Opfer wurde, durch seine Darstellung einen jahrzehntelangen Ruf des Verbrechers aufgedrückt hatte, unter welchem auch seine Familie heute noch leiden muss“. Adorf wandte sich an Bundespräsident Frank-Walter Steinmeier, der initiierte, dass zum Gedenken Lüdke ein Stolperstein verlegt wurde. Am 28. August 2021 setzte Gunter Demnig den Stolperstein am Standort von Lüdkes Elternhaus in Berlin-Köpenick, Grüne Trift 32. Mario Adorf und Frank-Walter Steinmeier wohnten der Verlegung bei.
Abgesehen von einer einzigen Ausnahme (einem Fall aus Hamburg, in dem jemand ein Geständnis abgelegt hat) konnte laut dem Historiker Jens Dobler bislang (Stand 2020) keiner der Mordfälle aufgeklärt werden, in denen Bruno Lüdke die Täterschaft unterstellt worden war.

## Filme
Filme
- Nachts, wenn der Teufel kam. Deutscher Kriminalfilm von Robert Siodmak aus dem Jahr 1957. Er beruht auf der gleichnamigen Artikelserie in der Münchner Illustrierten von Will Berthold.
- Tatort Berlin: Der Massenmörder Bruno Lüdke. (Memento vom 5. November 2013 im Internet Archive) Film von Gabi Schlag und Benno Wenz, RBB 2013.
- Die Erfindung eines Mörders. Der Fall Bruno Lüdke. Film von Dominik Wessely und Jens Becker, Deutschland, RBB 2020.
- Sündenbabel Berlin, Folge 5. Film von Nathalie Boegel. Deutschland, Spiegel TV/ZDF 2022.

## Audios
Radio-Feature
- B. L. Wiedervorlage einer Mordsache und Lehrmittelsammlung. (Memento vom 21. Dezember 2013 im Internet Archive) Feature von Axel Doßmann und Davide Tosco, SWR 2011, gesendet am 29. Januar 2012 14.05 Uhr in SWR2 und im Deutschlandfunk am 4. August 2012 um 00.05 Uhr

Hörspiel
- Will Berthold: Nachts, wenn der Teufel kam. Hörspiel von Europa Hörspiele, 1983.

### Belletristik
- Will Berthold: Nachts, wenn der Teufel kam. Roman nach Tatsachen. Aktueller Buchverlag, Bad Wörishofen 1959 (zuletzt als Bastei-Lübbe-Taschenbuch, Bergisch Gladbach 1989, ISBN 3-404-11357-8).
- Horst Bosetzky: Der Teufel von Köpenick. Dokumentarischer Kriminalroman. Jaron Verlag, Berlin 2009, ISBN 978-3-89773-599-6.
- Franz von Schmidt: Mord im Zwielicht. Erlebte Kriminalgeschichte. Verlag Deutsche Volksbücher, Stuttgart 1961, DNB 454391110.

### Sekundärliteratur
- Ingrid Arias: Die Wiener Gerichtsmedizin im Dienst nationalsozialistischer Biopolitik – Projektbericht. (Memento vom 26. Juni 2011 im Internet Archive) (PDF; 850 kB) Projekt „Die Wiener Gerichtsmedizin 1938–1960“, 2009, S. 10–16.
- Johannes Albertus (Jan) Blaauw: Bruno Lüdke: Seriemoordenaar. Uitgeverij De Fontein, Baarn 1994, ISBN 90-261-0732-3.
- Johannes Albertus (Jan) Blaauw: Kriminalistische Scharlatanerien. Bruno Lüdke – Deutschlands größter Massenmörder? In: Kriminalistik. 48 (1994), S. 705–712.
- Axel Doßmann, Susanne Regener: Fabrikation eines Verbrechers. Der Kriminalfall Bruno Lüdke als Mediengeschichte. Spector Books, Leipzig 2018, ISBN 978-3-95905-034-0.
- Klaus Hermann: Massenmörder Bruno Lüdke? In: Neuköllner Pitaval. Wahre Kriminalgeschichten aus Berlin. Zusammengestellt und eingerichtet von Klaus Herrmann [Hrsg.]. Mit einer Nachbemerkung von Stefan König. Rotbuch, Hamburg 1994, ISBN 3-88022-805-1, S. 113 ff.
- Kathrin Kompisch und Frank Otto: Nachts, wenn der Teufel kam: Bruno Lüdke. In: Dies.: Bestien des Boulevards – Die Deutschen und ihre Serienmörder. Militzke Verlag, Leipzig 2003, S. 175 ff.
- Günter Prodöhl: Kriminalfälle ohne Beispiel. 6. Auflage. 1. Folge. Verlag Das neue Berlin, Berlin 1965, DNB 457853891.
- Susanne Regener: Mediale Transformationen eines (vermeintlichen) Serienmörders: Der Fall Bruno Lüdke. In: Kriminologisches Journal. 33 (2001), S. 7–27.
- Susanne Regener mit Axel Doßmann: Fabrikation eines Verbrechers. Der Kriminalfall Bruno Lüdke als Mediengeschichte, Spector Books, Leipzig 2018, ISBN 978-3-95905-034-0.
- Angelica Schwab: Serienkiller in Wirklichkeit und Film. Störenfried oder Stabilisator? Eine sozioästhetische Untersuchung (= Nordamerikastudien. Münchener Beiträge zur Kultur und Gesellschaft der USA, Kanadas und der Karibik. Band 1). Lit, Münster 2001, ISBN 3-8258-4542-7.
- Anna Maria Siegmund: Bruno Lüdke. In: Dies.: „Das Geschlechtsleben bestimmen wir“. Sexualität im Dritten Reich – Zwischen Moral und Rassenwahn. Heyne, München 2008, ISBN 978-3-453-13728-8, S. 237 ff.
- Patrick Wagner: Der Tod des „doofen Bruno“. In: Hitlers Kriminalisten. Die deutsche Polizei und der Nationalsozialismus. Beck, München 2002, ISBN 3-406-49402-1, Einleitung, S. 7–13.